# 2017年加泰隆尼亞獨立公投
2017年加泰隆尼亞獨立公投2017年10月1日，加泰隆尼亞議會核准，加泰隆尼亞自治區政府獨立公投，以決定加泰隆尼亞是否脫離西班牙而獨立。此次公投；西班牙政府則依據憲法法院判決認定此公投為非法，拒絕承認投票結果，同時動用公權力阻止公投進行。雖然投票率僅約43%，但加泰隆尼亞方面先行透過修法將公投改採相對多數決，因此以贊成票達204萬張、約佔得票率92.01%而獲得通過。加泰隆尼亞自治區政府在議會認可投票結果後，自行宣布加泰隆尼亞獨立。
2017年10月10日，加泰隆尼亞政府主席卡莱斯·普伊格德蒙特在加泰隆尼亞議會發表講話稱，儘管已經通過公投赢得獨立的權利，但將暫緩加泰隆尼亞獨立進程，並尋求與西班牙政府談判，但最終仍於10月27日正式宣佈獨立。但由於西班牙政府對加泰隆尼亞實行戒嚴，再加上各國的一致反對，此次公投被視為非法。

## 背景

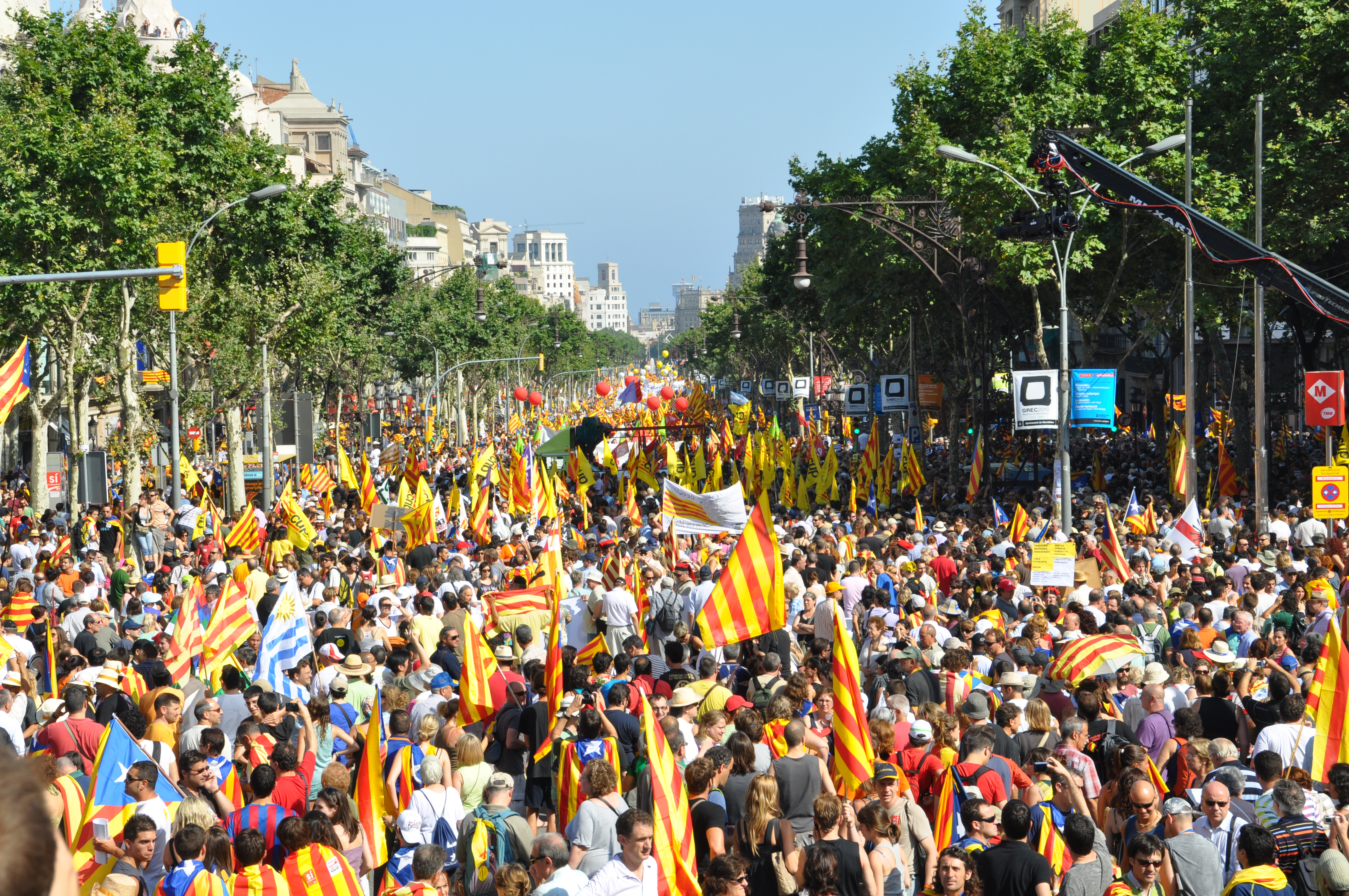
2010年加泰罗尼亚独立游行

自1714年以来，因政治联姻原因被合并的加泰罗尼亚一直都存在独立呼声，其原因在于文化和经济上与西班牙显著的差异、近年全球经济低迷环境下加泰罗尼亚地区的高税收贡献率，与西班牙政府财政紧缩政策下減少分配資源予加泰罗尼亚，及加泰罗尼亚政府的高负债，再加上西班牙政府反口拒絕向加泰罗尼亚下放權力，最终导致了加泰隆尼亞早於2014年舉行獨立諮詢性公投，獲八成支持，但有關公投並無法律約束力。
2015年加泰隆尼亞議會選舉後，选举前执政的一起說是政党联盟获得了胜利取得议会过半席位，选后执政党一起說是应选民要求安排再度舉行公投，原定在2017年9月17日之前进行。

## 过程

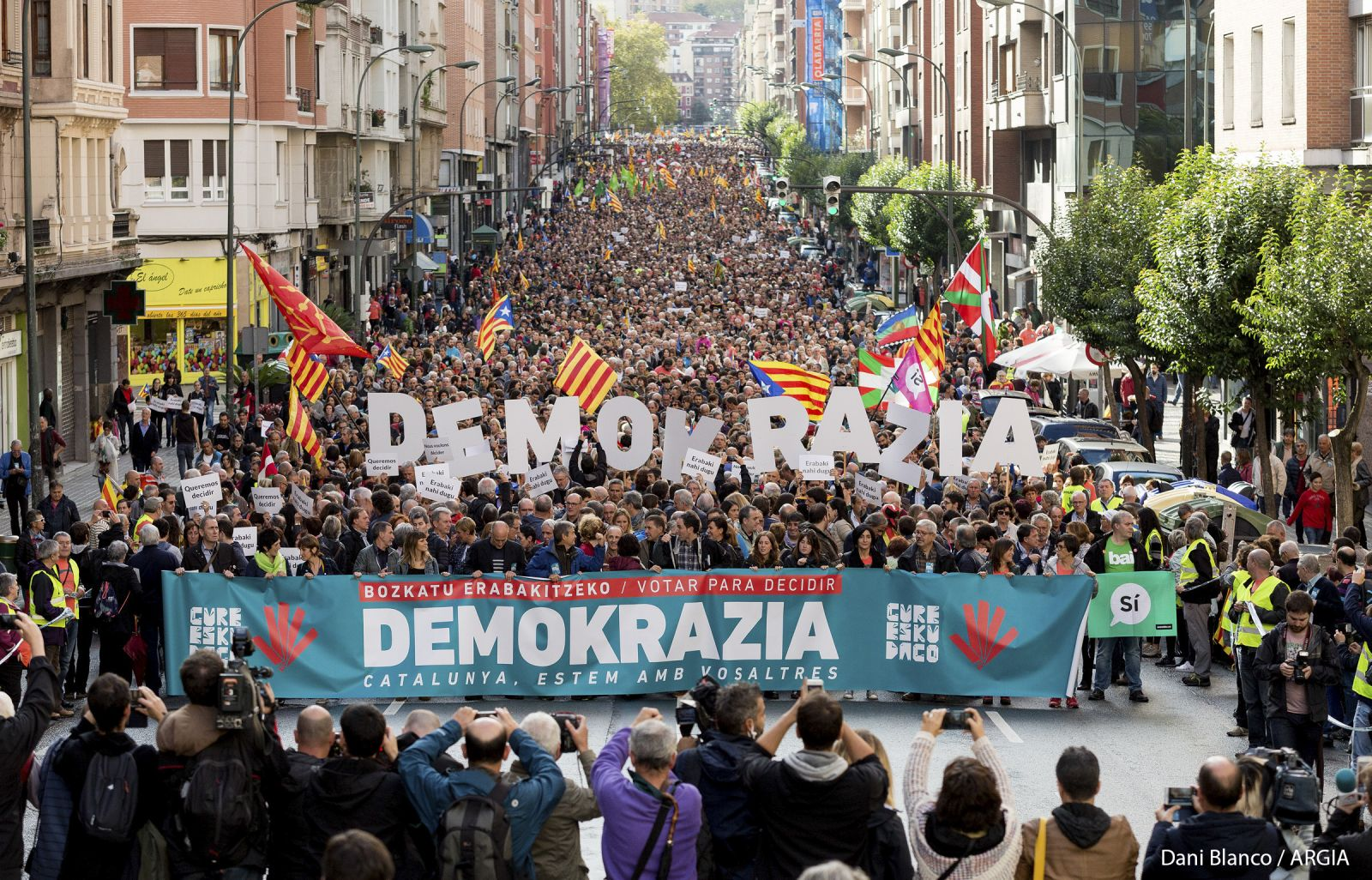
2017年9月16日，巴斯克自治区毕尔巴鄂居民游行声援加泰罗尼亚公投。

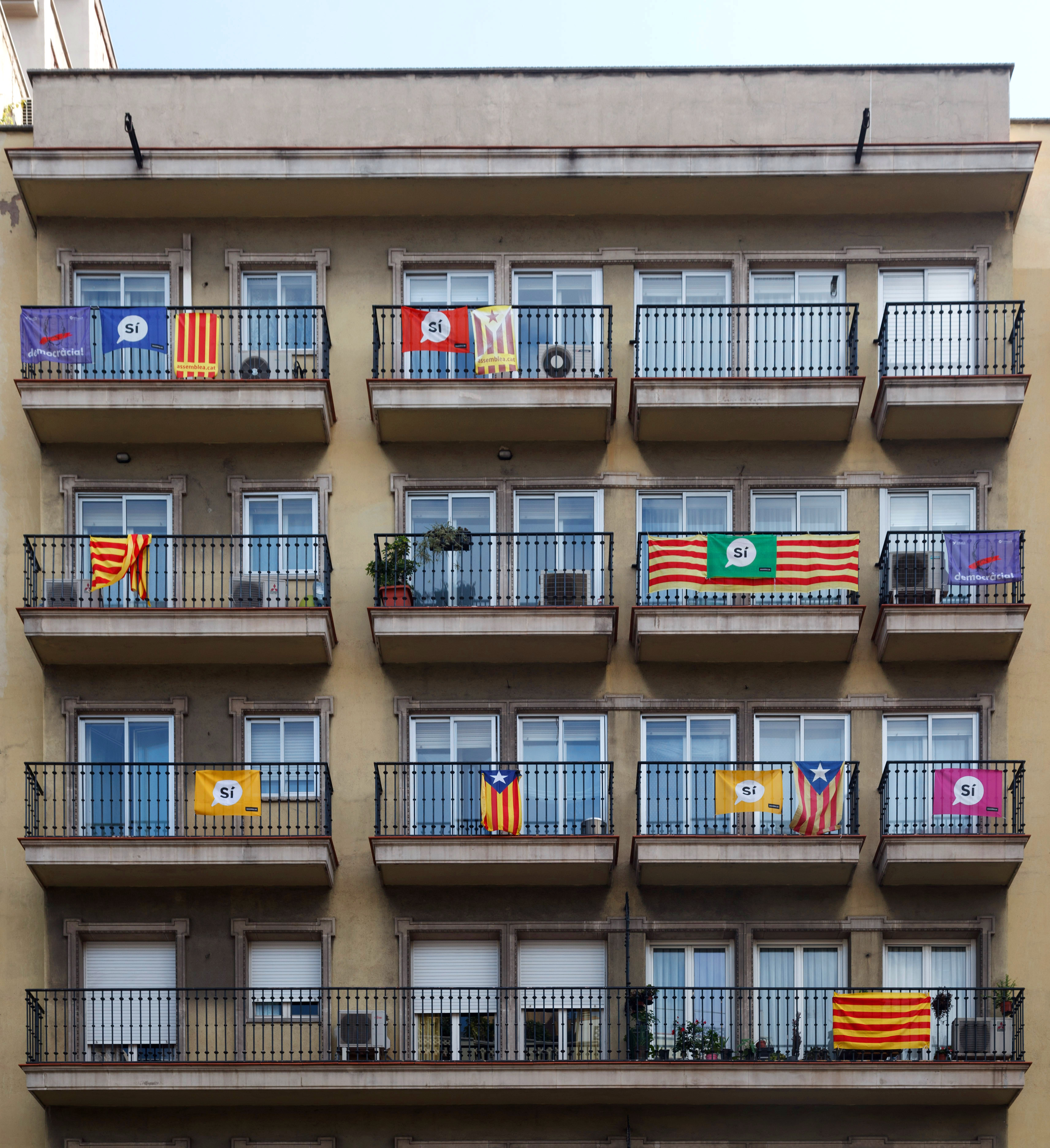
巴塞罗那市眾多民居上展示独立旗帜

加泰隆尼亞國民會議所製作的支持公投旗幟，中央書有加泰隆尼亞語的「是」字（Sí）。

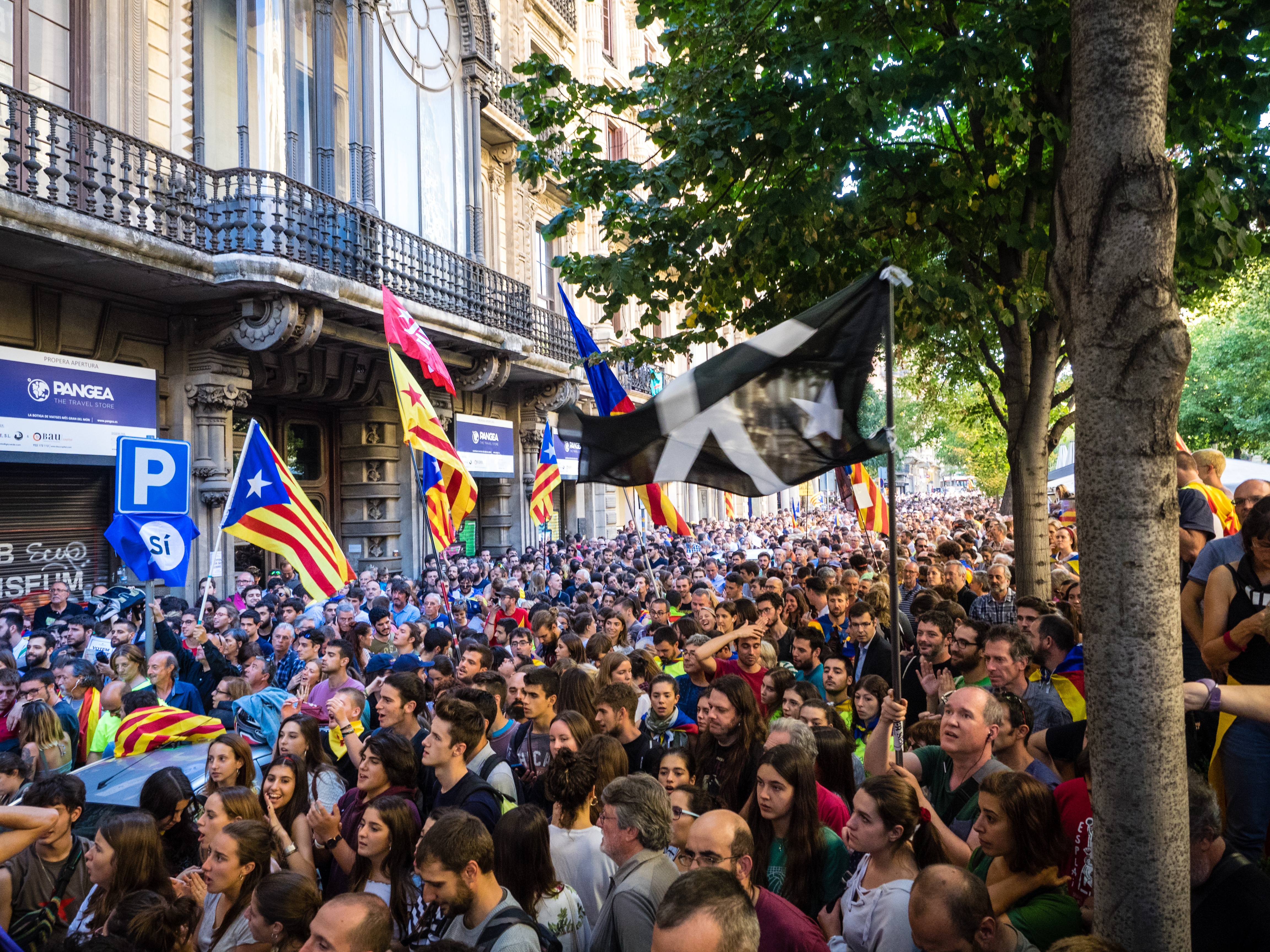
西班牙国民警卫队突袭加泰罗尼亚政府办公楼后，民众于2017年9月20日举行示威。

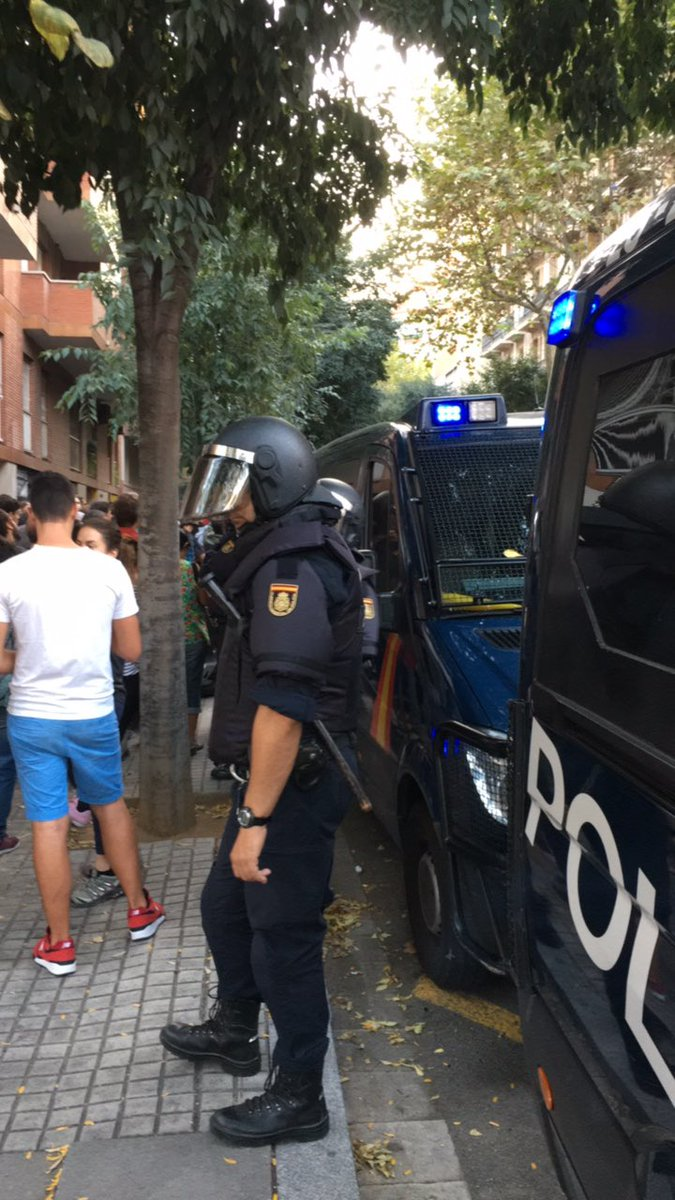
加泰罗尼亚政党团结联盟候选人总部前的西班牙警察，摄于2017年9月20日。

2017年1月24日，加泰隆尼亞政府在欧洲议会布鲁塞尔辦公室的一个会议室内，举行题为“加泰罗尼亚全民投票”的私人会议。有500人出席了会议，其中包括来自国际媒体、歐洲議會議員、外交官和记者。
加泰罗尼亚政府法令正式宣布将于8月下旬批准举办公投，但投票日期需在9月6日才能確定。公投宣布后不久，投票箱问题受到关注。票箱由西班牙政府提供，然而对于此番未经国家批准的投票，加泰隆尼亚自治政府厅若想安排投票箱，可能存在被起诉滥用公费的风险。3月24日，西班牙加泰罗尼亚检察院宣布已经展开调查，确认公投是否正在筹备中。
部分人认为加泰罗尼亚政府提供的地区投票投票纸和信封是在企图隐瞒公投的组织。
筹备方面，由于中央政府管辖下的自治区组织国家统计研究所掌管，选民名册是竞争的要点之一。要取得数据，投票必须获得西班牙国会的授权，而这在当前情形下获得授权的可能性很小选举委员会成立或清点投票及结果时，可能会遇到类似难题。
自治区政府公告表示，加泰罗尼亚海外居民若想投票，必须登记。到2017年6月底，有28.5万名在国外居住的加泰罗尼亚人符合投票资格，其中5000人已登记。
7月3日，加泰隆尼亞政府主席卡萊斯·普伊格德蒙特为了使公投能顺利进行，解職了对加泰罗尼亚政府设想的公民投票表示怀疑的商務及知識部部長喬迪·巴蓋特，并在7月14日進行内阁改组，更換內閣事務、教育、內政等部長。部分负责参与公投的官员也有辞职和卸职。7月17日，加泰隆尼亞警察總長阿伯特·巴特勒迫於西班牙政府壓力要求全力阻止公投，也无条件辞职。
该公投議案在2017年9月6日的议会上提出，并經過11小時辯論，最终以72票贊成、11票棄權的大比數表决通过成为一项法律条文，该条文规定只需公民简单多数支持就能执行。目前在加泰罗尼亚议会中，支持独立的党派佔多數，包括一起說是和人民团结候选人（CUP）。除了政党“加泰隆尼亞是的我们能”（CSQEP）表示弃权和支持公投外，议会内其他反对党均呼吁选民抵制公投，并拒绝出席该议会会议。他們认为该条文在法律层面上并不合法：依据西班牙宪法以及加泰罗尼亚自治法，改变加泰罗尼亚地区的重大政治问题需要经过三分二的支持才能执行。

### 緊張狀態
2017年9月7日，西班牙宪法法院認為公投无效，禁止加泰罗尼亚官员、媒体以及948个市参与公投准备工作。當局要求加泰隆尼亞各市鎮在48小时内回复是否愿意遵守。726个作了答复的市鎮中，682个宣布全力支持公投，41个拒绝支持，而巴塞罗那等三市的答复不明确。而拒绝支持公投的城市中，有几个人口中心，如14万居民的省府莱里达和13万居民的省府莱里达和塔拉戈纳、社会党市长统治的21.5万人的塔拉萨和25万人的略夫雷加特河畔奥斯皮塔莱特。巴塞罗那市长阿达·科洛拒绝回应巴塞罗那是否会为公投提供物质支持，同时强烈批评当局对多个市政府施加压力。不过，她表示会尽一切可能让愿意投票的巴塞罗那人行使投票权。加泰罗尼亚政府则無視法院的命令，并得到包括巴塞罗那市在内的750名加泰罗尼亚大区市长的支持。9月16日，市長們在巴塞羅那市政廳前示威，抗議馬德里政府打壓，並表示拒絕屈服，將繼續爭取公民表決权與发起獨立公投的权利。
2017年9月20日，第13审判法庭颁发命令后，西班牙国民警卫队正式展开「阿努比斯行動」。首日，警方突袭加泰罗尼亚政府的多个办公大楼，逮捕参与公投准备的高管、行政人员和公司总裁14人。同时，警方又在多家印刷公司搜寻选票和投票箱。民众自发聚集在多个地方部门，声援遭逮捕的员工，後來獨派團體加泰罗尼亚国民会议呼吁“和平抵抗”警方行动。
国民警卫队和西班牙国家警察在国内其他地区增派警力，计划在2017年10月1日于加泰罗尼亚多个城市增派1.6万名警察和武装警察，同时继续搜查据称持有公投选票或投票箱的公司。加泰罗尼亚各地举行示威抗议，民眾在每晚晚上十時敲锅打铁，提醒各位參與獨立公投。西班牙其他地区城市也发起示威反对警方行动。
公投當日，西班牙国家警察和国民警卫队以暴力清場並封鎖部份投票站，包括砸碎玻璃大門硬闖投票站，引發警民衝突，更發射橡膠子彈攻擊群眾，對沒有武器、和平抗議的民眾拳打腳踢，將选民推下楼梯，攻击保护投票站的加泰隆尼亚消防人员，引致844人受傷。普伊格德蒙特譴責西班牙政府是「歐洲之恥」，巴塞隆納市長阿达·科洛亦要求西班牙首相马里亚诺·拉霍伊下台。西班牙兩大工會亦號召大罷工抗議警卫毆打民眾。西班牙政府事後需為過度使用武力致歉。
西班牙警方最終僅能控制319個票站（覆蓋77萬選民，而票站總數為2243個）。

## 制度

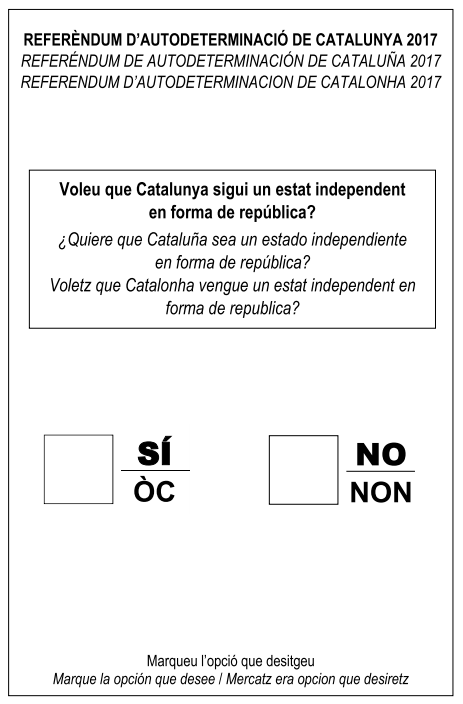
将在公民投票中使用的选票，以加泰罗尼亚语、卡斯蒂利亚西班牙语、奥克西唐语的三种语言书写。

### 日期
加泰罗尼亚政府宣布全民投票于2017年10月1日举行。

### 投票资格
下列人士有权在全民投票中投票：
- 拥有加泰罗尼亚地区政治权利的人，在投票当天是18岁以上，没有任何法律剥夺投票权和选民权利的情况。
- 目前居住在加泰罗尼亚，最后也居住在加泰罗尼亚的加泰罗尼亚人符合所有法律要求，并正式申请参加投票

### 选举监督
加泰罗尼亚选举委员会负责监督全民投票。

### 提问
公投選票的提問問題為“你是否希望加泰隆尼亞成為一個共和制的獨立國家？”，分別以三種語言刊於選票上。
| 加泰隆尼亞語 |
| 西班牙語     |
| 奧克語       |

### 拉票期
競選活动持续15天，从2017年9月15日00:00至2017年9月29日24:00。

## 各方反应

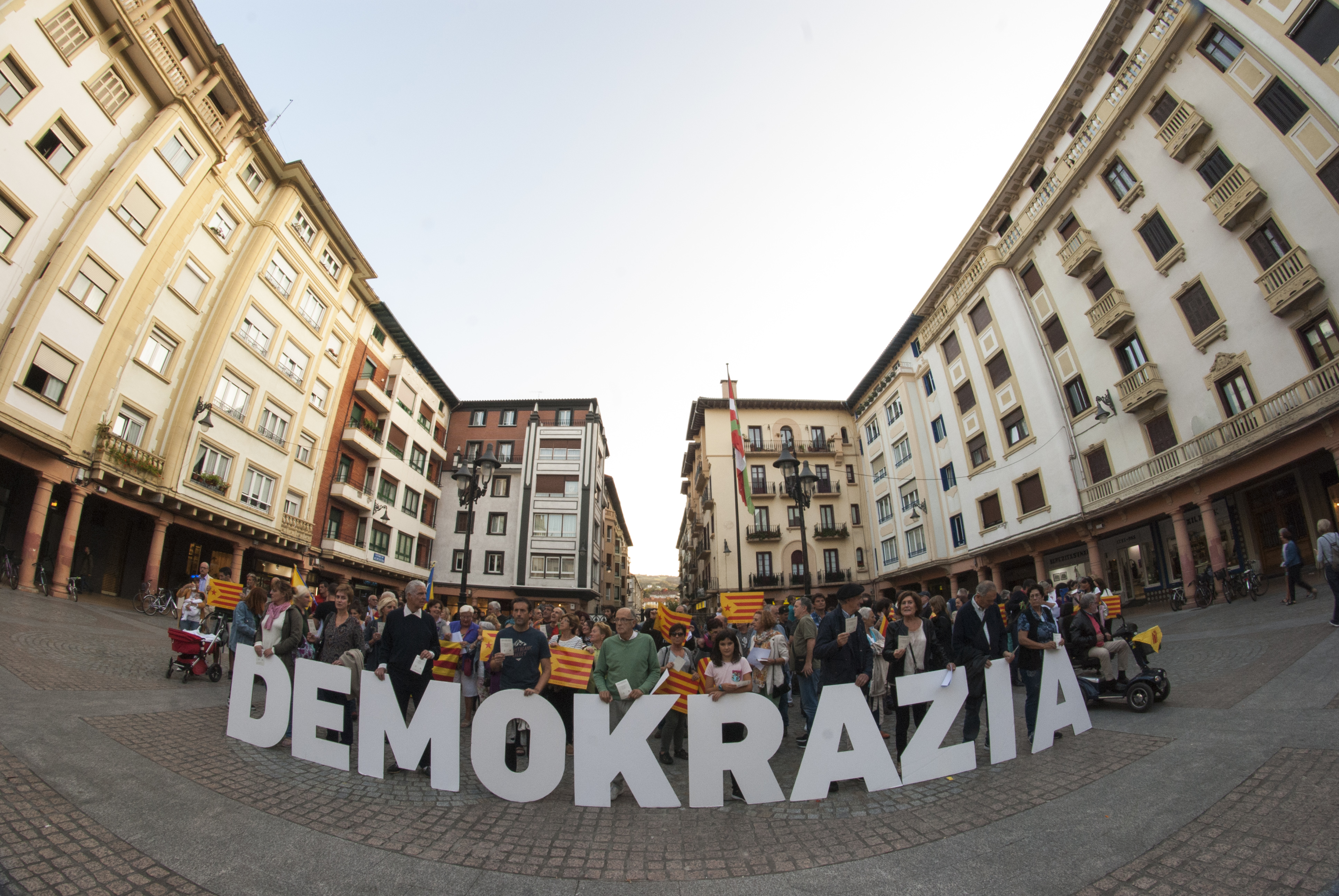
巴斯克萨劳特斯亦有集會支持加泰隆尼亞獨立公投

### 國內
- 西班牙中央政府：西班牙中央政府坚决反对加泰罗尼亚从西班牙独立，并宣布不会承认公投结果。西班牙首相拉霍伊警告，如果加泰罗尼亚自治区领袖不打消独立的念头，他可能援引西班牙宪法中止该地区的自治地位[58]。
2017年10月27日，西班牙政府宣布中止加泰罗尼亚区自治权，並且調動軍隊進行鎮壓
- 巴斯克：巴斯克议会对公投表示同情和支持，并强烈批评西班牙政府在这个问题上的立场。议会谴责任何反对投票或民主的措施。[59]埃塔（巴斯克祖国和自由）发表了一份声明，支持公投。[60]
- 纳瓦拉：纳瓦拉议会谴责西班牙政府事实上“接管”加泰罗尼亚的自治，并敦促其停止压制性的行动。[61]

### 外國官方
- 美国：4月13日，美国驻西班牙大使馆表示，加泰罗尼亚独立的问题是西班牙的一个内部问题。官方尚未具体说明是否反對加泰罗尼亚独立。[62]9月26日，总统唐纳德·特朗普在会见西班牙首相马里亚诺·拉霍伊时表示，“西班牙是一个伟大的国家，应该保持統一。”[63]且对公投是否會成功举行表示怀疑：“我认为没人知道他们会不會有公投。總統會说，他们不會有公投。但我认为，人们对此会非常反对。”[63]該月此前，美国国务院发言人诺尔特表示，公投是西班牙的内部事务，美国“将可能与其中出现的任何政府或实体合作”。[64]
- 法國：6月16日，法国总统埃马纽埃尔·马克龙表示，加泰罗尼亚独立是西班牙的一个内部问题，没有具体说明是否反對加泰罗尼亚独立。[65]
- 德国：9月8日，德国总理默克尔发言人史蒂芬·塞贝特表示，德国对西班牙的稳定感兴趣，为此，包括西班牙宪法在内的所有法律都得到尊重。[66][67]
- 匈牙利：9月18日，匈牙利政府发言人佐尔坦·科瓦奇宣布将“尊重人民的意愿”。与此同时，他把独立问题称为“西班牙和加泰罗尼亚的内部问题”。他没有具体说明，匈牙利是否会承认加泰罗尼亚独立。[68][69]
- 塞爾維亞：外交部長伊维察·达契奇表示塞尔维亚坚持维护西班牙领土完整，声称西班牙为其国际上最好的朋友之一。[70]總统亚历山大·武契奇質疑歐盟支持科索沃獨立爲雙重標準：「每个塞尔维亚公民都有一个问题想问欧盟：为什么加泰罗尼亚公投独立就是不合法的，但科索沃独立连公投都没有就被你们支持？」[71][72]
- 斯洛維尼亞：9月30日，斯洛維尼亞國會發言人表示，“加泰隆尼亞人有自決的權力”。[73]
- 中國：9月28日，中国外交部发言人陆慷表示，加泰罗尼亚问题是西班牙内部事务。中国相信西班牙政府能够妥善处理有关问题，保持国家团结、统一和繁荣。[74]
- 英国：
  -  苏格兰：9月16日，苏格兰政府内阁对外事务秘书菲奥娜·希斯洛普说：“决定加泰罗尼亚的未来方向是當地居住者的事，加泰罗尼亚和西班牙政府完全有权對独立抱有立场，但是所有人民都有自决、选择最符合其需要的政府形式的權利，这是『联合国宪章』所载的原则。[75]」9月21日，苏格兰首席部长斯特金表示，支持加泰罗尼亚举行公投，“自决权是一項重要国际原则，我希望該項權利在加泰罗尼亚以至世界各地均獲充份尊重。[76]”
- 比利时：首相夏爾·米歇爾指出：「暴力永遠不可能是解決方法。我們譴責所有形式的暴力，也重申我們呼籲展開政治對話。」[77]
  -  ：法兰德斯地区首席大臣布爾熱瓦（Geert Bourgeois）9月20日表示：“我对西班牙警方和法庭在『加泰罗尼亚首都』採取的行動感到遗憾，我紧急呼吁西班牙政府进行对话。加泰罗尼亚政府是加泰罗尼亚人民的合法代表，如果现在不能对话，必须进行国际调解。[78]」

### 国际组织
- 欧洲联盟：9月7日，欧洲议会議長安东尼奥·塔亚尼在给西班牙环保部 Beatriz Becerra（UPYD）的一封信中表示，每个欧盟成员国的宪法秩序必须在任何时候都得到尊重。他还表示，如果一个领土将从欧盟成员国中脱离出来，那么它将成为与欧盟相关的第三方国家，欧盟的条约在那里失效。[79]9月14日，欧盟委员会主席让·克洛德·容克表示，欧盟“将遵循并尊重西班牙宪法法院和议会的裁决”。但如果加泰罗尼亚独立公投獲通过，欧盟将尊重其选择，不過加泰罗尼亚在表决后的第二天不能自動成为欧盟成员国。[80][81]
  - 欧盟理事会在卡萊斯·普伊格德蒙特咨询时表示，必须“全面遵守宪法”进行公民投票。
  - 歐洲議會「脫歐」談判欧盟首席代表、歐洲自由民主黨領袖、前比利時首相居伊·伏思达表示：「我不想介入西班牙國內事務，但我絕對譴責今天發生在加泰隆尼亞的事。」[77]
- 联合国：联合国拒绝参加全民投票的监督。[82]在2015年的采访中，时任联合国秘书長潘基文表示，他认为加泰罗尼亚不能援引自决原则，因为它不属于联合国非自治领土名单 。[83]
  - 聯合國人權理事會：「投票權對民主社會極為重要，这次西班牙政府對公投的壓制，已經干涉了人民最基本的政治權利，包括言論自由、集會結社以及公眾參與的權利」。[84][85]

### 其它
- 北爱尔兰：来自弗馬納和南蒂龍的新芬黨议员Michelle Gildernew呼吁国际承认全民投票。[86]
- 丹麦：来自七个党派的17名丹麦议员批评公民投票前几周西班牙政府採取的行動加劇紧张局势，并呼吁西班牙政府发挥建设性作用，鼓励政治对话。[87]
- 欧洲议会：欧洲左翼党主席格雷戈爾·吉西谴责西班牙國民警衛隊在公投前逮捕支持者和加泰罗尼亚政府官員，并呼吁政治解决这个问题。[88]
- 義大利： 
  - 政黨北方聯盟领导Matteo Salvini对加泰罗尼亚人民表示声援，并对14名加泰罗尼亚政府官员进行了全民投票后的支持。[89]
  -  ：當西班牙政府因為反對公投而展開行動時, 薩丁尼亞地方政府通過地方議會決議，向加泰隆尼亞投票提出投票並對其聲援，譴責西班牙政府反對全民投票的行動及對對話的消極態度。[90]
- 瑞士：9月27日，一群来自联邦院的国会议员致信西班牙政府支持加泰罗尼亚公投，声明“虽然我们没有（对加泰罗尼亚独立问题）做出选择，但我们支持加泰罗尼亚人决定他们必须尊重的未来的权利”，并谴责西班牙政府逮捕人民和扣押投票物資的舉動“不像是一个现代的民主国家”。[91]
- 罗贾瓦：3月29日，争取民主社会运动聲明支持加泰隆尼亞獨立。[92]
- 香港︰10月2日，香港眾志、立法會議員朱凱迪及陳志全發表聯合聲明，譴責西班牙政府暴力鎮壓公投，稱人民的選擇應該受到尊重。[84][93]香港民族黨亦祝賀加泰隆尼亞超過九成人支持獨立。
- 英国︰工黨领袖郝爾彬要求首相文翠珊對西班牙警方使用暴力提出抗議。[94]

## 结果
| 90.18% | 7.83% | 1.98% |
| 支持   | 反对  | 弃权  |

| 选择                     | 票数      | %     |
| ------------------------ | --------- | ----- |
| 支持                     | 2,044,038 | 90.18 |
| 反对                     | 177,547   | 7.83  |
| 弃权                     | 44,913    | 1.98  |
| 有效投票                 | 2,266,498 | 100   |
| 无效投票                 | 19,719    | 0.86  |
| 投票者总数               | 2,286,217 | 100   |
| 官方結果: 加泰隆尼亞政府 |           |       |

分區結果
| 分區           | 支持            | 支持   | 反对    | 反对  |      |
| 分區           | 票數            | %      | 票數    | %     |      |
| -------------- | --------------- | ------ | ------- | ----- | ---- |
| 分區           | 大比利牛斯-阿蘭 | 26,674 | 95.18   | 1,350 | 4.82 |
| 巴塞隆拿都會區 | 1,239,232       | 89.93  | 138,759 | 10.07 |      |
| 塔拉戈納       | 142,386         | 94.12  | 8,897   | 5.88  |      |
| 中加泰隆尼亞   | 205,285         | 95.96  | 8,638   | 4.04  |      |
| 基羅納         | 244,758         | 96.02  | 10,140  | 3.98  |      |
| 萊里達         | 118,799         | 94.98  | 6,274   | 5.02  |      |
| 埃布羅地區     | 62,652          | 94.80  | 3,434   | 5.20  |      |
| 海外僑民       | 4,252           | 98.72  | 55      | 1.28  |      |
|                |                 |        |         |       |      |
| 总数           | 2,044,038       | 92.01  | 177,547 | 7.99  |      |

儘管屢受打壓及暴力籠罩，加泰隆尼亞內閣事務部長兼政府發言人圖魯尼表示，共有531萬名合資格選民，當中近229萬人參與投票，投票率為43.03%。此結果並未包括警方強行沒收的選票。
公投结果顯示，獨立提案獲得通過，超過90%選民贊成獨立，僅8%選民反對。加泰隆尼亞政府主席普伊格德蒙特表示：「在這麼一個希望與苦難的日子，加泰隆尼亞公民贏得以共和國形式成立獨立國家的權利。」未來數日將把公投結果交送議會，根據「公投法」完成獨立程序。

## 后续

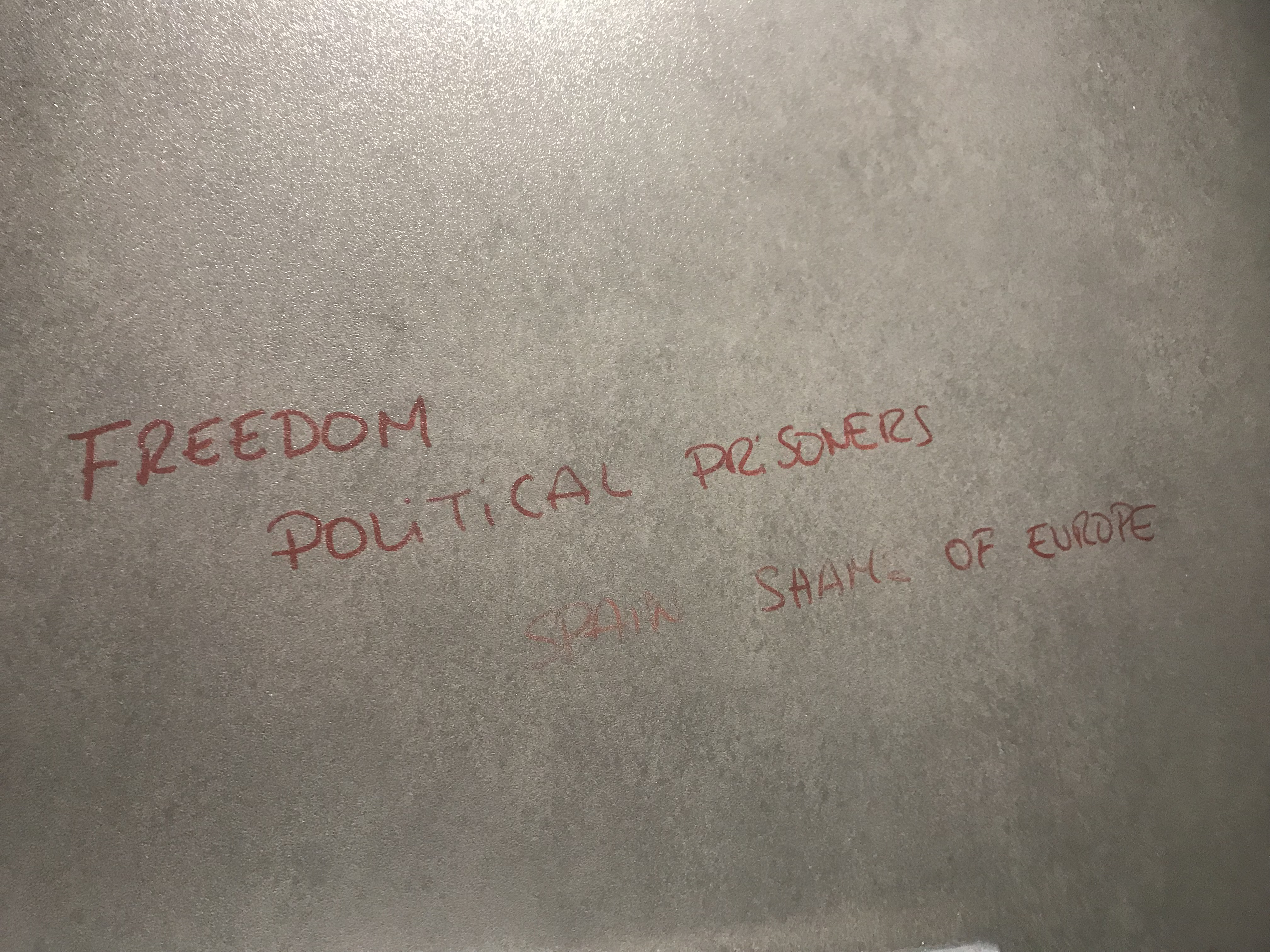
比利时布鲁塞尔机场内的一个卫生间隔间内的反西班牙标语，寫著「釋放政治犯。西班牙是歐洲之恥」。

独立公投结果公布之后，西班牙全国各地发生大规模示威，抗议此次独立公投。示威者要求当局采取行动解决这场政治危机，并指责西班牙中央政府软弱无能。有旅居马德里的加泰罗尼亚人表示，自己不希望看见一道“柏林墙”，把他和身处加泰罗尼亚的至亲隔开。
在加泰罗尼亚首府巴塞罗那，也有大量民众高举西班牙国旗和加泰罗尼亚旗上街示威，反对独立。警方表示，有35万名示威者参加了反独立游行，示威组织者则称有90余万人参加了示威游行。
2017年10月11日，加泰隆尼亞政府主席普伊格德蒙特與其他政府首長簽署獨立宣言，但晚間在議會發表演說時，表示將暫緩獨立程序，強調加泰隆尼亞有權獨立，並尋求與西班牙政府对话以解決僵局。